# Roland Merten
Roland Merten (* 29. März 1960 in Schmelz) ist ein deutscher Wissenschaftler und politischer Beamter. Er war von November 2009 bis Dezember 2014 Staatssekretär im Thüringer Ministerium für Bildung, Wissenschaft und Kultur.

## Leben und Beruf
Merten studierte bis 1982 an der Fachhochschule Kiel und schloss dort als Diplom-Sozialpädagoge (FH) ab. Anschließend wechselte er an die Fachhochschule Bielefeld und wurde dort 1987 Diplom-Sozialarbeiter. In den folgenden Jahren studierte er Erziehungswissenschaft, Philosophie und Soziologie an der Universität Trier, der Ludwig-Maximilians-Universität München und an der Universität Bielefeld, dabei erreichte Merten 1989 den Abschluss eines Diplom-Pädagogen und 1990 den eines Magister Artium in Philosophie.
Danach war er als wissenschaftlicher Mitarbeiter bzw. Assistent an Hochschulen in Bremen, Berlin, Bielefeld, Fribourg (in der Schweiz), Trier, Erfurt und Halle-Wittenberg tätig. 1996 wurde er in Bielefeld in Erziehungswissenschaft zum Dr. phil. promoviert. Die Habilitation erfolgte 2003 an der Martin-Luther-Universität Halle-Wittenberg.
Ab 2004 war Merten als Universitätsprofessor für Sozialpädagogik an der Friedrich-Schiller-Universität Jena tätig, 2006 erhielt er eine W3-Professur auf Lebenszeit. 2005 wurde er zum Professeur associé an der Université du Luxembourg ernannt. Von 2007 bis 2009 war er Direktor des Instituts für Erziehungswissenschaft in Jena, danach bis zu seiner Ernennung zum Staatssekretär stellvertretender Institutsdirektor. Seit dem 1. April 2018 ist er erneut Direktor des Instituts für Erziehungswissenschaft.

## Politik
Am 4. November 2009 wurde Roland Merten einer der beiden Staatssekretäre im von Christoph Matschie (SPD) geführten Thüringer Ministerium für Bildung, Wissenschaft und Kultur. Roland Merten war als Amtschef Nachfolger von Kjell Eberhardt und verantwortete neben der Zentralabteilung die Abteilungen Grundsatzangelegenheiten für Bildung und Schule, Allgemein bildende Schulen, Berufsbildende Schulen sowie Schulnetz, Liegenschaften, Internationale Angelegenheiten. Die restlichen Abteilungen unterstanden Staatssekretär Thomas Deufel. Mit der Vereidigung des Kabinetts Ramelow I am 5. Dezember 2014 schied Roland Merten aus dem Amt aus.

## Ehrungen und Auszeichnungen
- 1996: Dissertationspreis der Westfälisch-Lippischen Universitätsgesellschaft
- 2013: Commandeur dans l’Ordre des Palmes Académiques